# انیا زوفی
انیا زوفی (به ایتالیایی: Enea Zuffi) بازیکن فوتبال و اهل ایتالیا است که از سال ۱۹۱۲ میلادی عضو تیم ملی فوتبال ایتالیا بوده و در ۲ بازی ملی حضور داشته‌است. او در بازی‌های ملی‌اش گلی به ثمر نرساند.
انیا زوفی آخرین بازی ملی خود را در سال ۱۹۱۲ میلادی انجام داد.